# Roon-Klasse
Die Roon-Klasse war eine aus zwei Einheiten bestehende Klasse von Panzerkreuzern der Kaiserlichen Marine. Die offiziell als Große Kreuzer bezeichneten Schiffe wurden zwischen 1902 und 1906 gebaut und waren in Friedenszeiten und auch im Ersten Weltkrieg im Dienst. Die Yorck sank im November 1914 auf der Innenjade, während die Roon den Krieg überstand und 1921 abgewrackt wurde.

## Geschichte

### Entwicklung und Bau
Im Jahr 1901 entwickelte die Konstruktionsabteilung des Reichsmarineamtes eine neue Klasse von Panzerkreuzern, welche die beiden Schiffe der Kaiser-Klasse ersetzen sollten. Der Entwurf selbst basierte auf der zuvor gebauten Prinz Adalbert-Klasse und übernahm deren Merkmale weitgehend. Auffälligster äußerlicher Unterschied zwischen beiden Klassen war die von drei auf vier gesteigerte Zahl der Schornsteine, wobei die ersten Planungen ebenfalls nur drei Schornsteine vorsahen.
Mit dem Bau der beiden Kreuzer wurden die Kaiserliche Werft Kiel (Ersatz Kaiser, später Roon) sowie Blohm & Voss in Hamburg (Ersatz Deutschland, später Yorck) beauftragt. Die Kaiserliche Werft begann am 1. August 1902 mit dem Neubau. Dieser stand rund elf Monate vor seinem Schwesterschiff, am 27. Juni 1903, zum Stapellauf bereit. Die in Hamburg gebaute Yorck war jedoch deutlich schneller fertiggestellt und kam am 21. November 1905 in Dienst, während die Roon erst etwas mehr als vier Monate später von der Marine übernommen wurde.
Bei den Probefahrten erwiesen sich die Kreuzer, wie ihre Vorgänger, als gute Seeschiffe. Sie waren nur wenig luvgierig und ließen sich gut manövrieren. Während sie gegen die See nur wenig an Geschwindigkeit verloren, konnte der Fahrtverlust bei Hartruderlagen bis zu 60 % betragen.

### Schiffe der Klasse
| Name  | Bauwerft                | Kiellegung     | Stapellauf    | Indienststellung  | Außerdienststellung | Verbleib                                                      |
| ----- | ----------------------- | -------------- | ------------- | ----------------- | ------------------- | ------------------------------------------------------------- |
| Roon  | Kaiserliche Werft, Kiel | 1. August 1902 | 27. Juni 1903 | 5. April 1906     | 18. Dezember 1918   | 1921 in Kiel abgewrackt                                       |
| Yorck | Blohm & Voss, Hamburg   | Frühjahr 1903  | 14. Mai 1904  | 21. November 1905 | –                   | Am 4. November 1914 auf deutsche Minen gelaufen und gesunken. |

### Einsatz
Nachdem die beiden Schiffe im November 1905 (Yorck) und April 1906 (Roon) in den Flottendienst gekommen waren, gehörten sie beide zum Verband der Aufklärungsstreitkräfte. In Friedenszeiten nahmen beide Kreuzer an den regelmäßig stattfindenden Übungen und Manövern des Verbandes und der Hochseeflotte teil. Die Roon diente mehrfach dem Zweiten Admiral des Verbandes als Flaggschiff. Zudem besuchte sie 1907 die Vereinigten Staaten zu den Feiern der 300-jährigen Besiedelung von Virginia und der Gründung von Jamestown. Gemeinsam mit der Bremen nahm der Kreuzer an einer am 26. April 1907 auf dem James River vor Hampton Roads teil und kehrte anschließend wieder nach Kiel zurück. In den folgenden Jahren fuhr sie weiter im Verband der Aufklärungsstreitkräfte und wurde 1911 in die Reserve überführt.
Die Yorck diente bis zum Mai 1913 in der Flotte und fungierte dabei immer wieder als Flaggschiff des Befehlshabers der Aufklärungsstreitkräfte und des Zweiten Admirals des Verbandes. Am 31. März 1911 kam es im achteren Heizraum zu einer Benzolexplosion, bei der ein Besatzungsmitglied starb. Am 4. März 1913 war die Yorck in einen schweren Unfall während eines Manövers verwickelt. Dem Torpedoboot S 178 gelang der Durchbruch durch die Kiellinie der schweren Einheiten nicht. Die Yorck rammte das Boot, das daraufhin sank und 69 Mann mit in die Tiefe nahm. Der Kreuzer hingegen blieb nahezu unbeschädigt. Er wurde am 21. Mai 1913 außer Dienst gestellt und der Reserve zugeteilt.

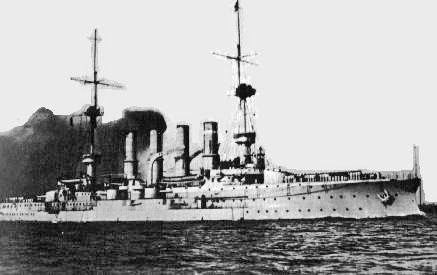
Die Yorck

Nach dem Ausbruch des Ersten Weltkrieges kamen beide Schiffe wieder zum Einsatz. Sie gehörten zur III. Aufklärungsgruppe, deren Flaggschiff die Roon ab Anfang September 1914 war. Der Verband war zunächst in der Ostsee tätig, fuhr dann aber auch in der Nordsee. Am 2. November 1914 stand die III. Aufklärungsgruppe für einen ersten offensiven Einsatz der Hochseeflotte bereit, bei der sie das Gros zu sichern hatte. Bei der Rückkehr von diesem Unternehmen, bei dem die Schlachtkreuzer der I. Aufklärungsgruppe Great Yarmouth beschossen, geriet die Yorck am 4. November bei Nebel auf der Innenjade in ein deutsches Minenfeld und sank nach zwei Minentreffern, wobei 336 Mann der Besatzung ertranken.
Die Roon befand sich, wie auch die restliche III. Aufklärungsgruppe, ab dem 15 April 1915 wieder in der Ostsee und wurde zu mehreren Unternehmen gegen die Kaiserlich Russische Marine herangezogen. Beim Vorstoß in die Rigaer Bucht beschoss der Kreuzer am 10. August Kap Zerel auf der Halbinsel Sworbe. Nach weiteren Einsätzen im Ostseeraum wurde die Roon am 4. Februar 1916 in Kiel außer Dienst gestellt, da ihr Unterwasserschutz als unzureichend angesehen wurde und die Marine zudem unter Personalmangel litt. Im Laufe des Jahres entfernte man auch die Bewaffnung des Schiffes. Vom 1. November 1916 an bis kurz nach Kriegsende stand der Kreuzer für die Ausbildung von Schiffsjungen wieder im Dienst und wurde zudem von der Torpedo-Inspektion für Versuche genutzt. 1918 entstanden Pläne, die Roon zum Flugzeugmutterschiff umzubauen.

### Verbleib
Die Roon wurde 1920 aus der Liste der Kriegsschiffe gestrichen und im Folgejahr auf ihrer Bauwerft in Kiel, die inzwischen zu den Deutschen Werken gehörte, abgewrackt. Das Wrack der Yorck blieb in der Innenjade liegen. 1926, 1936 und 1969 wurden Teile des Schiffs gesprengt und der Rumpf 1983 unterspült, um die Sicherheit des Fahrwassers zu gewährleisten.

## Technik
Die Kreuzer der Roon-Klasse waren Stahlschiffe mit einem in Quer- und Längsspant-Bauweise erstellten Rumpf, der durch Schotten in zwölf wasserdichte Abteilungen gegliedert war. Auf 60 % ihrer Länge verfügten die Schiffe über einen Doppelboden. Sie waren über alles 127,8 m lang und bis zu 20,2 m breit. Bei einer Konstruktionsverdrängung von 9.533 t maß die Wasserlinie 127,3 m. Die maximale Verdrängung betrug 10.266 t, woraus ein Tiefgang von 7,76 m resultierte. Damit waren die Kreuzer der Roon-Klasse nur geringfügig größer als ihre beiden Vorgänger.
Die elektrische Ausrüstung an Bord der Panzerkreuzer wurde mit einer Spannung von 110 V betrieben. Die Stromversorgung gewährleisteten vier von Turbinen angetriebene Generatoren mit einer Gesamtleistung von 260 kW.

### Antrieb
Die Antriebsanlage bestand wie bei den beiden Schiffen der Prinz Adalbert-Klasse aus drei stehend angeordneten 3-Zylinder-Verbunddampfmaschinen mit dreifacher Dampfdehnung. Diese waren in drei separaten Maschinenräumen untergebracht. Die Räume für die beiden auf die Außenwellen wirkenden Maschinen befanden sich nebeneinander, der für die mittlere Maschine hingegen achtern von diesen. Die Mittelwelle trieb einen dreiflügeligen Propeller mit einem Durchmesser von 4,5 m an, während die Außenwellen über vierflügelige Propeller mit 4,8 m Durchmesser verfügten. Die Maschinen waren auf eine Gesamtleistung von 19.000 PSi ausgelegt. Bei den Probefahrten erreichten sie jedoch mit 20.625 PSi (Roon) und 20.031 PSi (Yorck) etwas höhere Werte. Entsprechend lag auch die erreichte Höchstgeschwindigkeit leicht über der berechneten von 21 kn.
Für die Dampferzeugung befanden sich 16 von der Düsseldorf-Ratinger Röhrenkesselfabrik gebaute Wasserrohrkessel mit einer Heizfläche von insgesamt 4900 m² an Bord der Kreuzer. Die Kessel besaßen jeweils drei Feuerungen und erzeugten einen Dampfdruck von 15,5 atü. Die Kessel waren in vier hintereinander liegenden Kesselräumen angeordnet, die ihrerseits nochmals durch ein mittig durchlaufendes Längsschott unterteilt waren. Diese Unterteilung wird auch als ein Grund für den schnellen Untergang der Yorck gesehen.
Die Schiffe der Roon-Klasse konnten bis zu 1570 t Kohlen als Brennstoff mitführen. Damit war es ihnen möglich, eine Strecke von 4200 sm mit einer Geschwindigkeit von 12 kn zurückzulegen. In den Jahren 1908 und 1909 fanden Versuche mit Teeröl als Brennstoff statt, wofür ein Vorrat von 207 t an Bord war.

### Bewaffnung

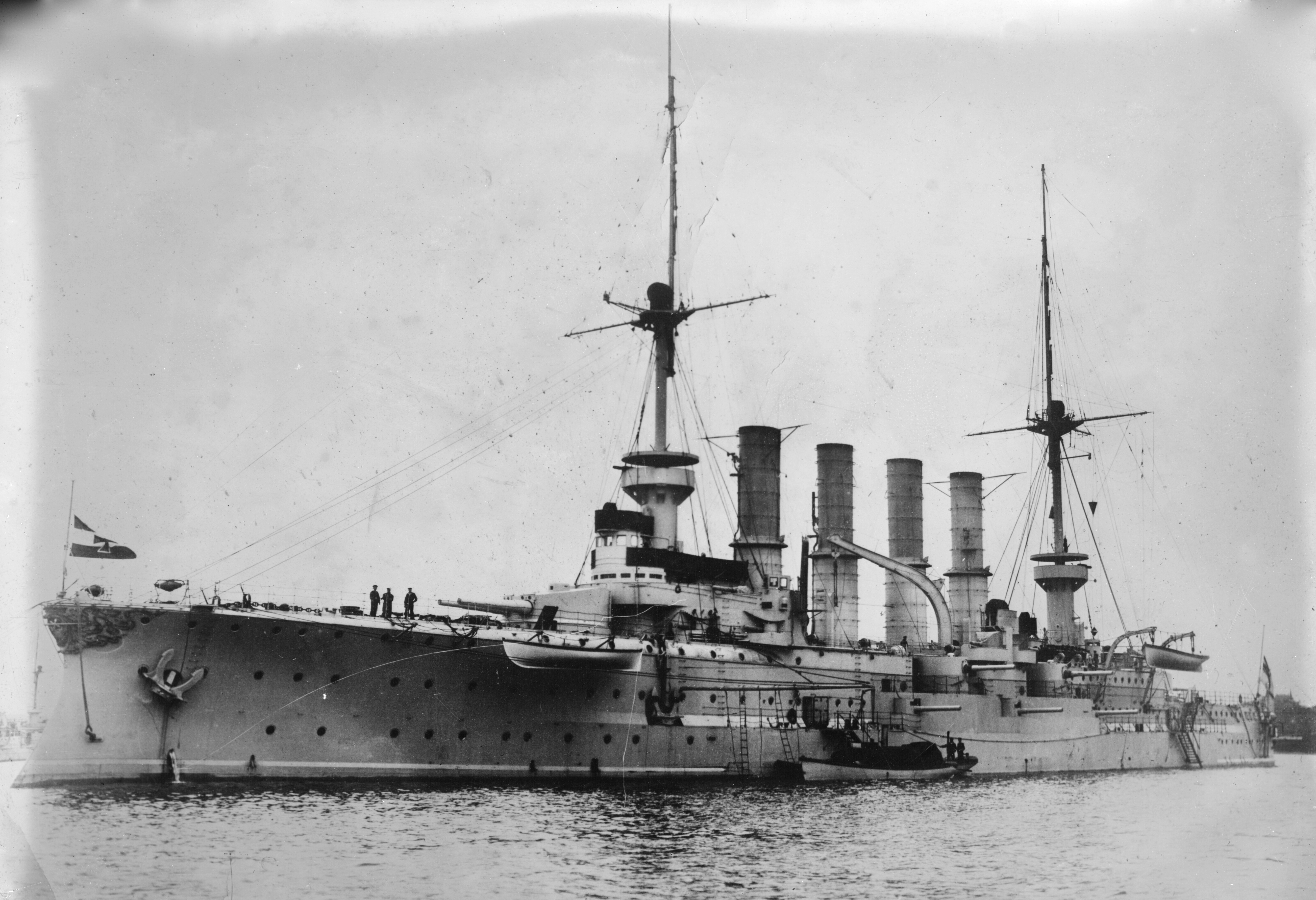
Die Roon, gut zu erkennen die seitliche Mittelartillerie

Auch die Bewaffnung der Roon-Klasse glich weitgehend ihren Vorgängern. Die Hauptbewaffnung stellten vier Schnellladekanonen (Sk) mit einem Kaliber von 21,0 cm L/40 dar, die paarweise in zwei Türmen auf dem Vor- und Achterschiff zusammengefasst waren. Die Kanonen konnten bis zur 30° erhöht sowie 5° unter die Horizontale gesenkt werden und besaßen eine Reichweite von maximal 16,3 km. Die Mittelartillerie bestand aus zehn Sk 15,0 cm L/40 mit einer Reichweite von 13,7 km. Jeweils fünf Kanonen waren mittschiffs an Back- und Steuerbord angeordnet, drei davon in Kasematten und zwei in separaten Geschütztürmen. Als leichte Geschütze verfügten die Kreuzer über 14 Sk 8,8 cm L/35, für die insgesamt 2100 Schuss Munition mitgeführt wurden. Für die schwere Artillerie befanden sich 380 und für die Mittelartillerie 1600 Schuss an Bord.
Neben den Geschützen verfügten die Kreuzer auch über vier Torpedorohre mit 45 cm Durchmesser. Diese waren unter Wasser eingebaut, jeweils eines in Bug und Heck sowie eines an beiden Seiten in etwa auf der Höhe des vorderen Zwillingsturms. Die Schiffe hatten elf Torpedos an Bord.

### Panzerung
Die Kreuzer der Roon-Klasse waren mit von Krupp hergestelltem Panzermaterial ausgestattet. Die Türme der schweren Artillerie waren seitlich mit 150 mm geschützt, die Turmdecken mit 30 mm. Kasematten und Zitadelle verfügten ebenso wie die Türme der Mittelartillerie über 100 mm Panzerstahl, während die Schilde der in den Kasematten stehenden 15-cm-Geschütze mit 80 mm gepanzert waren. Der Gürtelpanzer war mittig 100 mm stark, nahm aber nach vorn und achtern auf 80 mm ab. Er war mit einer 55 mm dicken Schicht Teakholz hinterlegt. Das Panzerdeck war zwischen 40 und 60 mm, seine seitlichen Böschungen 40 bis 50 mm stark. Der vordere Kommandoturm erhielt die gleiche Panzerung wie die Türme der schweren Artillerie, während der achtere seitlich lediglich mit 80 mm geschützt war, horizontal gar nur von 20 mm.

### Beiboote
Zur Ausstattung der Schiffe gehörten auch mehrere Beiboote. Es befanden sich zwei große Dampfbeiboote, eine Barkasse, eine Pinasse, zwei Kutter, zwei Jollen und ein Dingi an Bord.

## Besatzung
Die Sollstärke der Besatzung betrug 35 Offiziere und 598 Mannschaften. Hinzu kamen zeitweise die Stabsabteilungen mit einer Sollstärke von 13 Offizieren und 62 Mannschaften für den Stab des Verbandschefs sowie neun Offizieren und 44 Mannschaften für den Stab des Zweiten Admirals des Verbandes.